# Aleksandr Iwanow (1928–1997)
Aleksandr Iwanowicz Iwanow, ros. Александр Иванович Иванов (ur. 14 kwietnia 1928 w Leningradzie, zm. 29 marca 1997 w Petersburgu) – rosyjski piłkarz, grający na pozycji napastnika, reprezentant ZSRR, trener piłkarski.

## Kariera piłkarska

### Kariera klubowa
Wychowanek zespołu Trudowyje Riezierwy Leningrad. Pomiędzy 1950 a 1960 r. reprezentował barwy Zenitu Leningrad, zdobywając 47 goli w 220 meczach.

### Kariera reprezentacyjna
W latach 1958–1959 rozegrał pięć spotkań w reprezentacji Związku Radzieckiego. Był uczestnikiem mistrzostw świata w 1958 w Szwecji, w swoim debiucie (8 czerwca 1958) w meczu przeciwko Anglii zdobył jedyną bramkę w swojej reprezentacyjnej karierze.

## Kariera zawodowa
Po zakończeniu kariery piłkarskiej trenował amatorski klub LOMO Leningrad.

## Sukcesy i odznaczenia

### Sukcesy reprezentacyjne
- uczestnik mistrzostw świata: 1958

### Sukcesy indywidualne
- wybrany do listy 33 najlepszych piłkarzy ZSRR: Nr 2 (1951, 1952)

### Odznaczenia
- tytuł Mistrza Sportu ZSRR: 1954